# Escut del Perú
L'escut del Perú fou adoptat el 21 d'octubre de 1820. Es tracta d'un escut de tipus cordiforme polonès, semipartit i truncat: al primer quarter, d'atzur (blau celeste segons el blasonament oficial), una vicunya arrestada contornada al natural; al segon quarter, d'argent, una cincona o arbre de la quina terrassada, també al natural; al segon quarter, de gules, una cornucòpia vessant de monedes d'or. Va timbrat amb una corona cívica de roure de sinople.
Els elements de dins l'escut representen la flora i la fauna del país, amb la vicunya considerada l'animal nacional, i també els recursos minerals, mentre que la corona de llorer és un símbol de victòria i glòria.

## Variants
L'escut peruà presenta diverses variants:
- L'escut d'armes (en espanyol, originalment, Escudo de Armas), o escut pròpiament dit, és acostat d'una palma a la destra i un ram de llorer a la sinistra, tots dos al natural, lligats per sota amb una cinta amb els colors de la bandera estatal. És la variant utilitzada a la bandera (on apareix a la part central), als bitllets i monedes i als segells.
- L'escut nacional (Escudo Nacional) és acostat a banda i banda per una bandera i un estendard amb els colors nacionals. S'utilitza als edificis públics i apareix a la bandera de guerra.
- El gran segell de l'Estat (Gran Sello del Estado) és format per l'escut nacional i la inscripció REPÚBLICA DEL PERÚ al damunt, en semicercle. S'usa als documents oficials.
- Encara n'hi ha d'altres variants, com per exemple l'utilitzat per la marina de guerra, que presenta dues àncores acoblades al darrere i passades en sautor.

Escut d'armes
Escut nacional
Gran segell de l'Estat

## Història

### Primera versió

Gravat del primer escut del Perú

La primera versió de l'escut peruà fou dissenyada pel general José de San Martín i adoptada oficialment el 21 d'octubre de 1820. S'hi veia un paisatge al natural amb el sol sortint darrere els Andes, vist des del mar, emmarcat per dos rams de llorer lligats amb una cinta d'or. Darrere l'escut hi havia acoblades les banderes dels estats sud-americans i un bananer. Com a suports, un còndor dels Andes a la destra i una llama a la sinistra. Tot plegat reposava sobre una post barroca de la qual penjava una cinta amb el lema «RENACIÓ / EL SOL / DEL PERÚ» ('Renasqué el sol del Perú') en lletres majúscules. Damunt la post hi havia també una branca de roure, armes, municions i una palma.

### Segona versió

Segon escut del Perú

El 25 de febrer de 1825, Simón Bolívar i el Congrés Constituent van promulgar una llei que definia els nous símbols de l'Estat i establia un nou escut, similar a l'utilitzat actualment. El disseny fou dels congressistes José Gregorio Paredes i Francisco Javier Cortés.
La diferència principal es trobava en la partició inferior de l'escut, que era més petita que les altres i estava formada per un gaiat curvilini a la punta en comptes de la línia horitzontal que presenta ara. Com que aquest aspecte en feia més difícil la reproducció, mesos després de la seva creació els ministeris ja contravenien la llei fent la partició de manera horitzontal per tal de poder-hi representar millor la cornucòpia.

### Modificació del 1950
L'escut utilitzat actualment correspon a la modificació que es va aprovar el 31 de març de 1950, durant l'administració del general Manuel A. Odría, president de la Junta Militar, per tal de consagrar la partició horitzontal del tercer quarter. Així mateix, aquest quarter inferior passava a ser el més gran, i no el més petit com deia el blasonament anterior.
Fou afegit també al lèxic oficial el terme Escut Nacional.